# Atuador linear
Atuador linear é um dispositivo mecânico, com a função de exercer força, deslocando-se numa trajetória linear. Existem diversos princípios de funcionamento e aplicações. São atuadores lineares, por exemplo, pistões hidráulicos, solenoides e transdutores.

## Transdutores Mecânicos
Diferentes da tecnologias atuais para acionamento e posicionamento encontram utilização em vários setores de aplicação. Para além dos atuadores eléctricos existem também os atuadores puramente mecânicos. O movimento é produzido, regra geral, partindo de um movimento rotativo usando parafusos sem fim ou engrenagens. Os atuadores mecânicos são frequentemente usados no campo dos lasers e da óptica com a finalidade de posicionar dispositivos ópticos como lentes e refletores. A natureza mecânica destas soluções introduz condicionantes como folgas que se refletem na qualidade do movimento linear.

## Transdutores Electromecânicos
Um transdutor linear electromecânico permite transformar a energia eléctrica em energia mecânica quando num funcionamento motor, ou vice-versa quando num funcionamento gerador. Exemplos de aplicação que requerem a transformação de energia eléctrica em energia mecânica incluem a robótica, os alto-falantes, os discos duros, as próteses, e a automação em geral.
Várias tecnológicas alternativas têm vindo a ser introduzidas nos últimos anos. Podemos dividir essas soluções em duas grandes áreas. Por um lado temos as soluções desenvolvidas com o objectivo de reduzir as dimensões do atuador e que recorrem a tecnologias não magnéticas. Por outro lado temos os dispositivos baseados em tecnologias magnéticas que, embora possuam custos de produção menos elevados, apresentam dificuldades sempre que se procura reduzir as suas dimensões sem que vejam o seu desempenho prejudicado.

### Accionamentos não magnéticos
São normalmente usadas em aplicações que requeiram uma menor capacidade de produzir força. Podendo assumir formas bastante compactas.
- Accionamento por polímeros
- Ligas de memória metálica
- Accionamento piezoeléctrico

O efeito piezoeléctrico é uma propriedade de certos materiais que quando lhes é aplicada uma diferença de potencial provoca uma alteração da geometria do material. Como resultado, este tipo de atuador permite obter movimento de elevada resolução, ainda que de reduzida amplitude.
- Accionamento eletrostático

### Accionamentos magnéticos
Foram as primeiras tecnologias a serem usadas no desenvolvimento de actuadores lineares. Regra geral possuem uma boa capacidade de produzir força, mas a necessidade de possuirem um circuito magnético faz com que possuam dimensões consideráveis.
- Accionamento indutivo
- Accionamento com magnetos permanentes
- Accionamento de relutância variável
- Accionamento angular

## Desvantagens
```
Atuador Pneumático Tipo Cilindro ou Pistão
```

Vantagens Desvantagens
Capacidade de Torque elevado; Compacticidade; Menor Peso; Adaptabilidade à altas temperaturas do meio ambiente; Adaptabilidade à variações dos requisitos de torque da válvula; Resposta rápida; Seguro em aplicações eletricamente perigosas.
Posição de segurança por falha, requer acessórios opcionais; Necessidade do uso do posicionador para aplicações em controle modulado, Maior custo que o atuador pneumático à mola e diafragma; Necessidade de alta pressão de ar de suprimento.